# Nikita Johnson
Nikita Johnson (Saint Petersburg, Florida, 25 mei 2008) is een Amerikaans autocoureur.

## Carrière

### Karting
Johnson begon zijn autosportcarrière in het karting in de Verenigde Staten in 2016. In 2018 behaalde hij zijn eerste titel in de Mini ROK-klasse van de Orlando Cup. Hij bleef tot 2020 actief in de karts en reed voornamelijk in zijn thuisland.

### USF Juniors
In 2022 maakte Johnson de overstap naar het formuleracing en won hij de titel in de YACademy Winter Series, voordat hij overstapte naar de USF Juniors. Hij kwam hier uit voor het team Velocity Racing Development (VRD). Hij behaalde tegen het eind van het seizoen drie zeges: twee op het Circuit of the Americas en een op Road America. Daarnaast stond hij nog zeven keer op het podium. Met 352 punten werd hij achter Mac Clark en Sam Corry derde in de eindstand.

### U.S. F2000
In 2022 debuteerde Johnson tevens in de U.S. F2000 bij VRD. Hij miste de eerste acht races omdat hij nog niet de minimumleeftijd van vijftien jaar had bereikt. In de rest van het seizoen behaalde hij een podiumfinish op de Portland International Raceway. Met 85 punten werd hij achttiende in het klassement.
In 2023 reed Johnson een volledig seizoen in de U.S. F2000 voor VRD. Hij won eenmaal op het Stratencircuit Saint Petersburg en stond in de rest van het seizoen nog zeven keer op het podium. Met 344 punten werd hij achter Simon Sikes tweede in het kampioenschap.

### USF Pro 2000
In 2023 reed Johnson in de laatste twee raceweekenden van het USF Pro 2000 Championship bij VRD. In het eerste weekend op het Circuit of the Americas werd hij direct derde in de eerste race, voordat hij  de tweede race wist te winnen. In het tweede weekend op Portland behaalde hij nog een podium en een zege. Met 118 punten werd hij zeventiende in de eindstand.
In 2024 reed Johnson het gehele seizoen in de USF Pro 2000 voor VRD. Hij kende een sterke seizoensstart met vier overwinningen in de eerste zes races: twee op het NOLA Motorsports Park en een op zowel Saint Petersburg als de Indianapolis Motor Speedway. In dit laatste weekend won hij ook de tweede race, maar werd hij vanwege een overtreding van het technisch reglement gediskwalificeerd. Tevens werden er dertig punten in mindering gebracht. Hierna zakten zijn resultaten ietwat in, maar tegen het eind van het jaar won hij nog wel tweemaal op zowel de Mid-Ohio Sports Car Course als op Portland. Met 355 punten werd hij achter Lochie Hughes tweede in het eindklassement.

### GB3
In 2024 maakte Johnson tevens zijn debuut in Europa en reed hij in het GB3 Championship voor Arden Motorsport, dat in dit kampioenschap met VRD samenwerkte. Hij miste de eerste twee raceweekenden omdat hij nog niet de minimumleeftijd van zestien jaar had bereikt. In de rest van het jaar won hij tweemaal op het Circuit Zandvoort en in de seizoensfinale op Brands Hatch. Met 193 punten werd hij elfde in het kampioenschap.
In 2025 rijdt Johnson het gehele seizoen in de GB3, waarin hij overstapt naar het team Hitech Pulse-Eight.

### Formule Regional
In 2025 maakte Johnson zijn Formule Regional-debuut in het Formula Regional European Championship. Hij kwam hierin uit voor het team M2 Competition. Hij won eenmaal op het Highlands Motorsport Park en stond hiernaast nog vijf keer op het podium. Met 305 punten werd hij achter Arvid Lindblad en Zack Scoular derde in het eindklassement.

### Indy NXT
In 2025 rijdt Johnson, naast zijn activiteiten in de GB3, in vier races van de Indy NXT bij het team HMD Motorsports.

### Formule 3
In 2025 debuteerde Johnson in het FIA Formule 3-kampioenschap tijdens het raceweekend op de Red Bull Ring bij DAMS Lucas Oil als vervanger van Nicola Lacorte, die dat weekend was geschorst omdat hij te veel strafpunten op zijn licentie had verzameld. Johnson beëindigde de races op de plaatsen 18 en 22.